# Неро д’Авола
Не́ро д’А́вола (итал. Nero d'Avola, то есть «чёрный из Аволы»), или Калабрезе (итал. Calabrese, то есть «калабрийский») — сорт чёрного винограда, используемый на Сицилии для производства красных вин. Наиболее распространённый сорт чёрного винограда на этом острове.

## География
Предположительно происходит из Калабрии. Наиболее распространён на Сицилии, климат которой благоприятствует полному раскрытию вкусовых качеств этого сорта винограда. По состоянию на 2010 год площадь занятых сортом итальянских виноградников оценивалась в 16,6 тыс га. Наиболее качественные моносепажные (сортовые) вина выпускают виноделы Пакино. В первой половине XX века начал высаживаться итальянскими иммигрантами также в Калифорнии и Австралии.

## Виноградарство

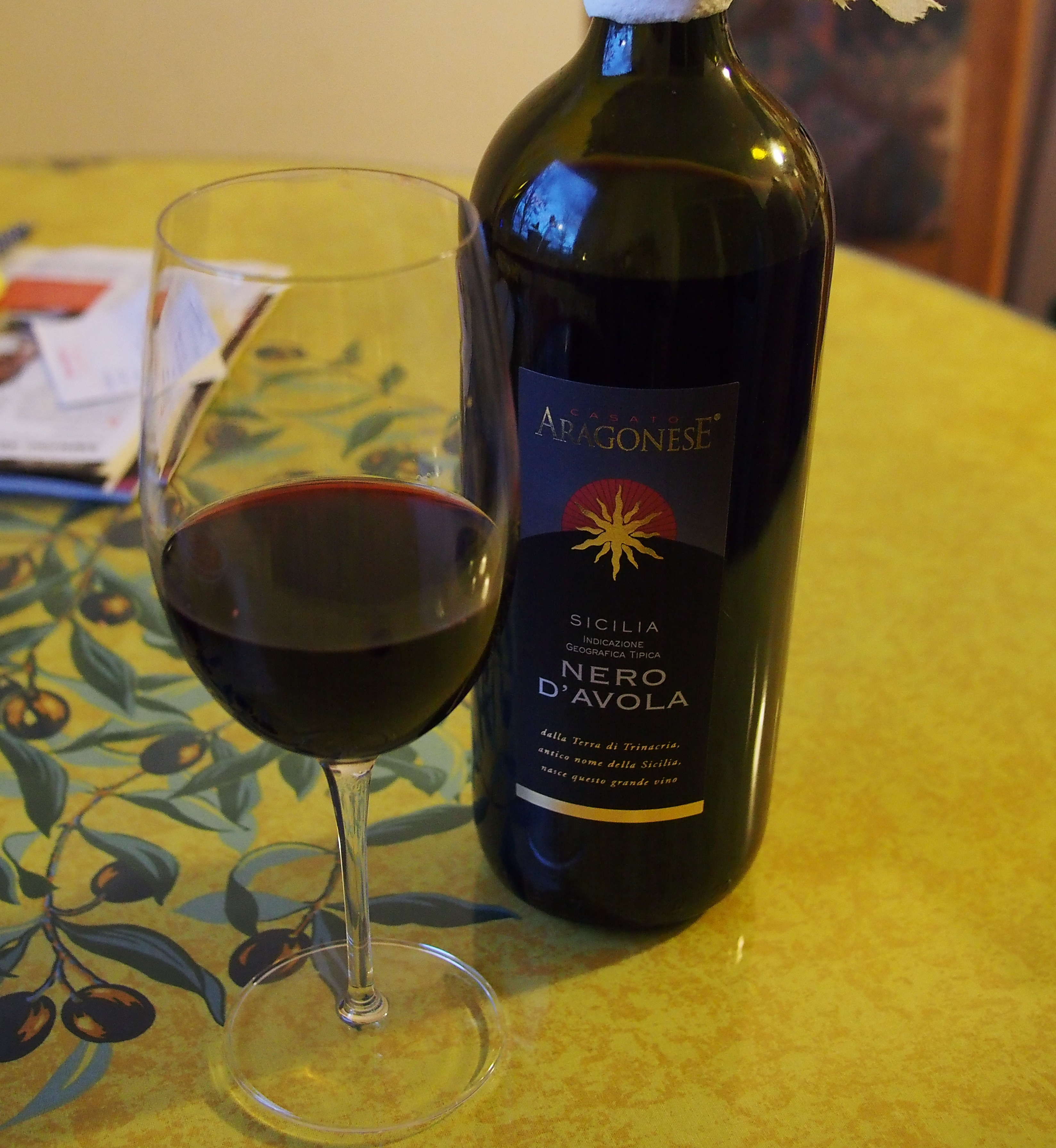
Бокал моносортового вина

По своим характеристикам авольский чёрный виноград считается сицилийским аналогом шираза. Гроздь средняя. Ягоды мелкой величины, округлые, темно-синие.  Урожайность этого сорта винограда  зависит от условий, но, как правило, не высока. Предпочитает сухой и жаркий климат. Не требователен к плодородию почв.
Помимо Калабрезе, встречается также под названиями: Alba de Calabria, Calabrese Cappuciu nero, Calabrese d'Avola, Calabrese de Calabria, Calabrese di Noto, Calabrese Dolce, Calabrese nero, Calabrese Pittatello, Calabrese Pizuto, Calabrese Pizzutello, Calabrese Pizzutello con la Foglia Rotonda, Calabrese Pizzuto, Calabreser weiss, Calabria, Calabriai Fekete, Calabrisi d'Avola, Fekete Calabriai, Kalabriai Fekete, Raisin de Calabre noir, Strugeri de Calabria, Uva de Calabria.

## Виноделие
Моносепажные вина заметно выигрывают от выдержки в дубовых бочках, однако в основном из этого винограда изготавливаются ординарные вина, предназначенные употребляться молодыми. 
Наряду с фраппато используется для изготовления «Черазуоло ди Витториа» (итал. Cerasuolo di Vittoria), единственного вина категории DOCG на Сицилии; также входит в состав ряда менее «породистых» вин категории DOC. 
При купажировании добавляет винам «тело» (густоту, плотность), интенсивный цвет и легко узнаваемый аромат черешни. Некоторые энологи также выделяют в сортовом вине ноты ежевики и привкус лакрицы.